# Aerovironment Switchblade
Die Switchblade (dt.: Springmesser) ist ein unbemanntes kampffähiges Luftfahrzeug (UCAV) des US-amerikanischen Herstellers Aerovironment. Sie kann bis zu zehn Minuten über dem Zielgebiet fliegend verweilen, bevor sie ihr Ziel zugewiesen bekommt, und zählt daher zur Klasse der Loitering Weapons.

## Beschreibung
Die Switchblade ist ein kleines, tragbares, unbemanntes Fluggerät mit Gefechtskopf, das Bodentruppen die Fähigkeit verleihen soll, präzise Schläge außerhalb der Sichtweite auszuführen. Es wird direkt aus dem 70-mm-Transportcontainer heraus gestartet. Für die Steuerung und Zielzuweisung werden dem Operator die geographischen Standortdaten des Fluggeräts und ein farbiges Videobild in Echtzeit übermittelt. Die Steuerung erfolgt mit derselben portablen Bodenstation, die auch für die RQ-11B Raven, Wasp und Puma aus demselben Hause zum Einsatz kommen. Der Stückpreis für das Modell 300 lag im Jahr 2022 bei etwa 6000 US-Dollar. Das Modell 600 kostete im Jahr 2024 etwa 200.000 US-Dollar.

## Geschichte
Im Jahr 2010 beschaffte die US Army für Testzwecke zehn Switchblade-Systeme. Für den Truppeneinsatz wurden im September 2011 daraufhin einige hundert Stück geordert. Im Mai 2012 bestellte auch das US Marine Corps die Switchblade.

## Varianten

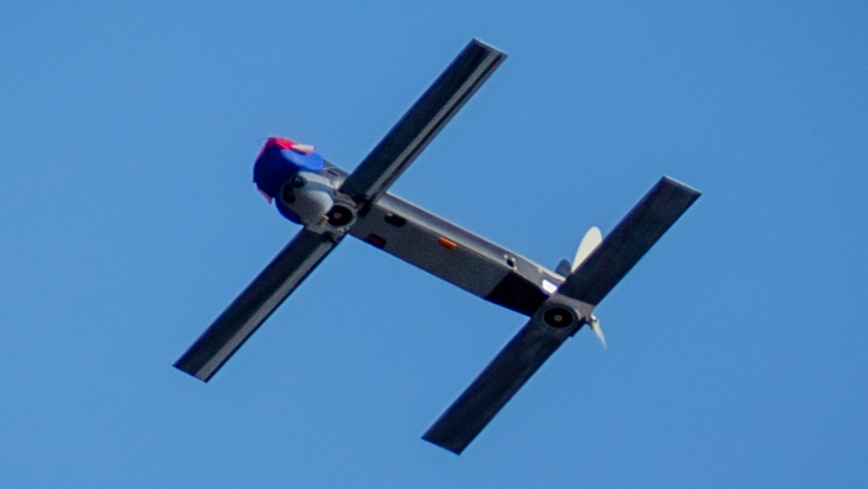
Switchblade 300 im Flug

- Switchblade 300 Block 10: Reichweite 10 km, Flugdauer 15 Minuten, Gewicht 2,5 kg, ausgerüstet mit einem Gefechtskopf mit der Wirkung einer 40-mm-Granatwerferpatrone.[8][9]
- Switchblade 300 Block 20: Verbesserte Switchblade 300. Reichweite 30 km, Flugdauer 20 Minuten.
- Switchblade 600: Reichweite 40 km, Flugdauer 40 Minuten, Gewicht 14,9 kg, ausgerüstet mit Hohlladungs-Gefechtskopf.[10]
- Blackwing: Aufklärungsdrohne auf der Basis der Switchblade 300 ohne Gefechtskopf.[11]

## Einsatz
Das US-Militär stattete seine Truppen in Afghanistan ab Ende 2012 mit Switchblade-Drohnen aus. Die Vereinigten Staaten lieferten der Ukraine nach dem russischen Überfall auf die Ukraine im März 2022 zunächst 100 Switchblade-Drohnen vom Typ 300 und im April weitere vom Typ 600. Bis im Februar 2023 wurden 700 Switchblade in die Ukraine geliefert. Laut einem ukrainischen Offizier seien Switchblade-Drohnen anfällig für elektronische Störmaßnahmen. Sie erwiesen sich dennoch als wirksam u. a. gegen Panzer und Luftabwehrsysteme der russischen Armee.

## Sonstiges
Die Firma Aevex Aerospace entwickelte mit der Phoenix Ghost eine der Switchblade 600 ähnliche Drohne.